# Árvégű fülőke
Az árvégű fülőke (Gymnopus fusipes) az Omphalotaceae családba tartozó, Európában elterjedt, lomberdőkben élő, ehető gombafaj.

## Megjelenése
Az árvégű fülőke fák tövében, fatuskók mellett csoportosan terem. Kalapja 4–15 cm átmérőjű, kúposan domború; felülete és széle egyenetlen, hullámos. Színe vörösbarna vagy gesztenyebarna, néha világosan vöröses; sötétebb foltok is lehetnek rajta. Húsa vékony, fehéresbarnás. Rugalmas és nem törékeny. Gyengén gombaszagú, nem jellegzetes.
Lemezei felkanyarodóak vagy tönkhöz nőttek, viszonylag ritkán állók, halvány vörösbarna színűek. Néha sötétebb rozsdafoltok láthatóak rajtuk. Szélük fogazott is lehet. Spórapora fehér, spórái 5-6 x 3-4 mikrométeresek, formájuk elliptikus, felületük sima.
Sűrű csoportokban nő, ahol a gombák tönkjei alul összenőhetnek. A tönk 5–15 cm hosszú, 0,5–2 cm vastag, lefelé vékonyodik és a végére kihegyesedik. A hegyes rész a talajba nyúlik. A tönk hosszában bordás és megcsavarodott, dugóhúzószerű lehet. Színe halványbarna. A tönk szívós és rostos, alul szinte fásan kemény. 

### Hasonló fajok
Alul elvékonyodó, csavarodó tönkje alapján biztonságosan elkülöníthető a hasonló, csoportos, barna gombáktól. 

## Elterjedése és termőhelye
Az árvégű fülőke egész Európában elterjedt, északon egészen Dél-Skandináviáig. Magyarországon gyakori faj.
Lombos erdőkben, elsősorban tölgyfák (esetleg bükkök) tövében, júniustól októberig (de főleg ősszel) terem. Mindig fán terem; még akkor is ha látszólag a talajból nő ki, a földben gombafonalai gyökerekhez vagy fatuskókhoz kapcsolódnak.
Ehető gomba, de a tönk középső és alsó része élvezhetetlenül szívós. Főleg levesnek, gombasalátának készítik el vagy szárítják. Fogyasztása a legújabb információk szerint nem javasolt, mert gátolhatja a sejtek fejlődését.

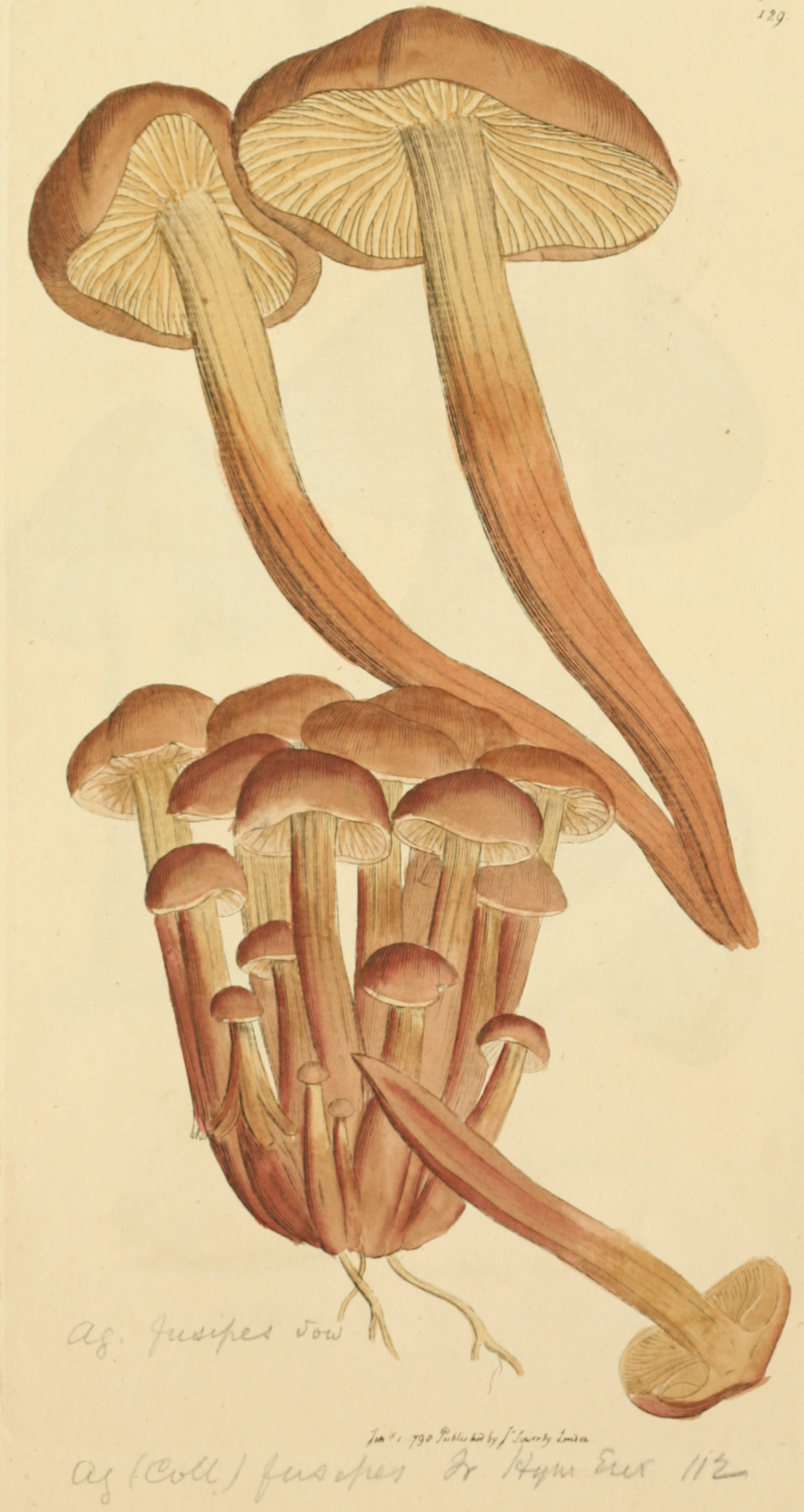
Az árvégű fülőke 1797-es ábrázolása
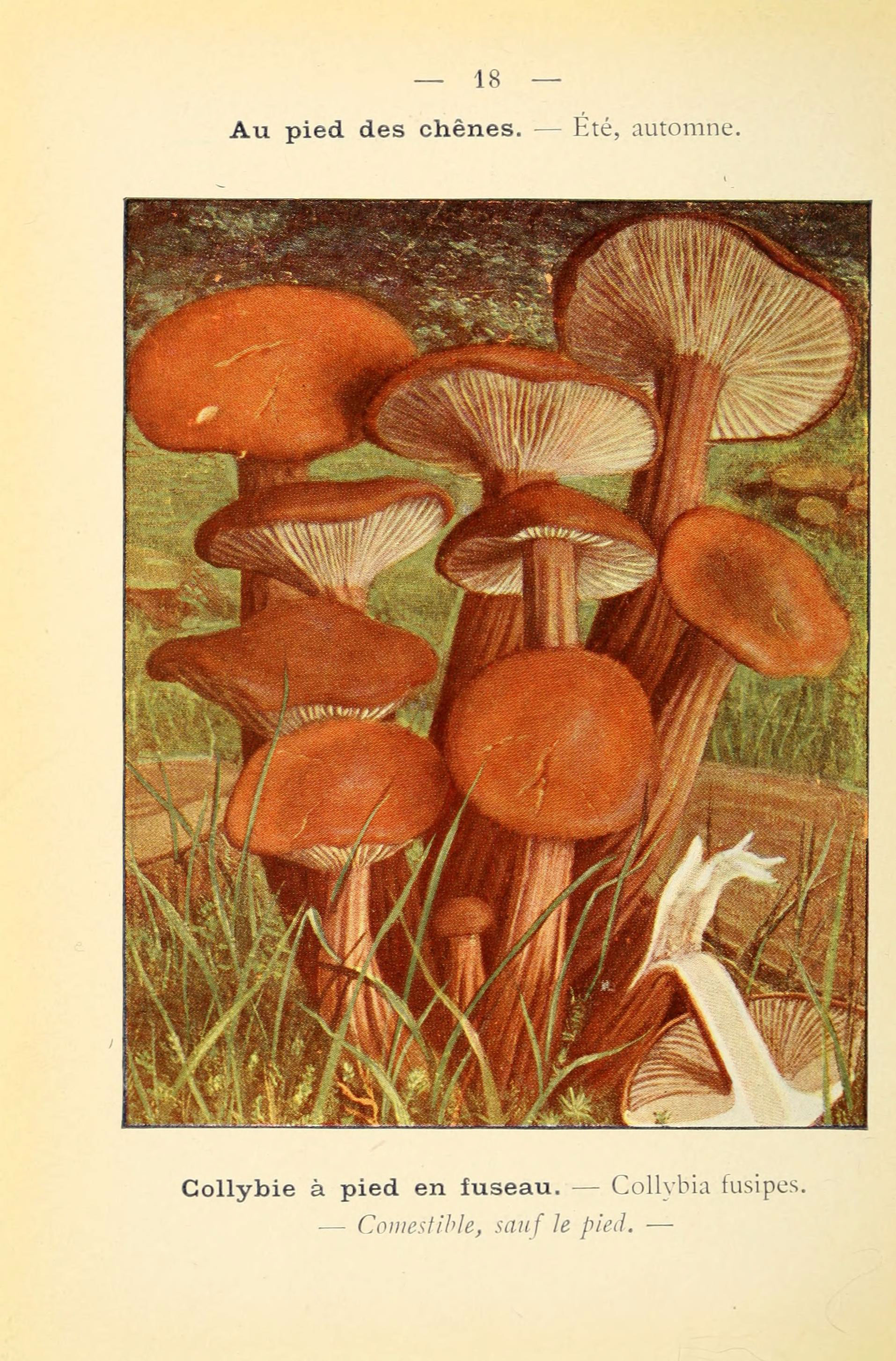
Egy 1912-es francia könyvben
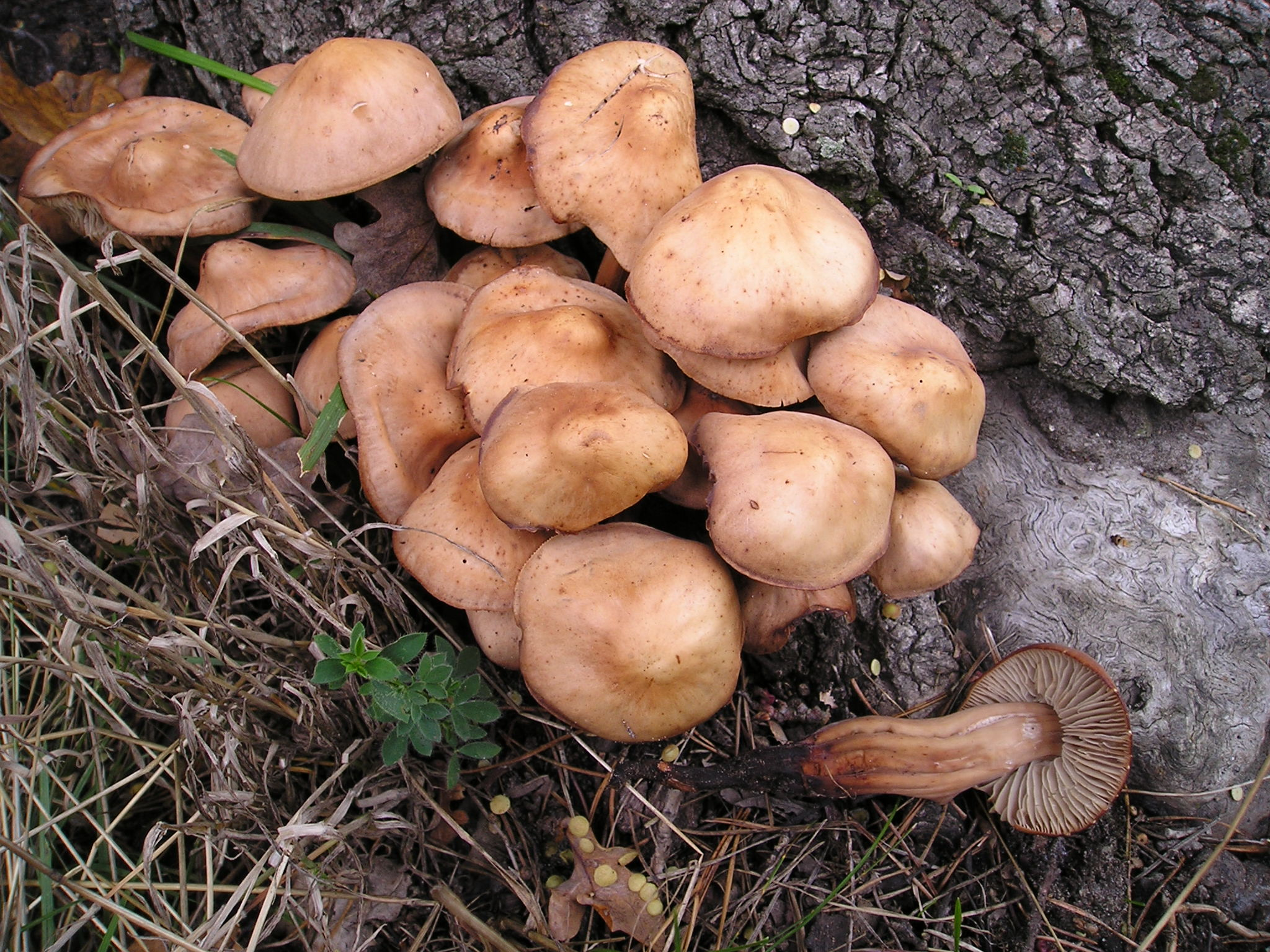
Csoportosan terem
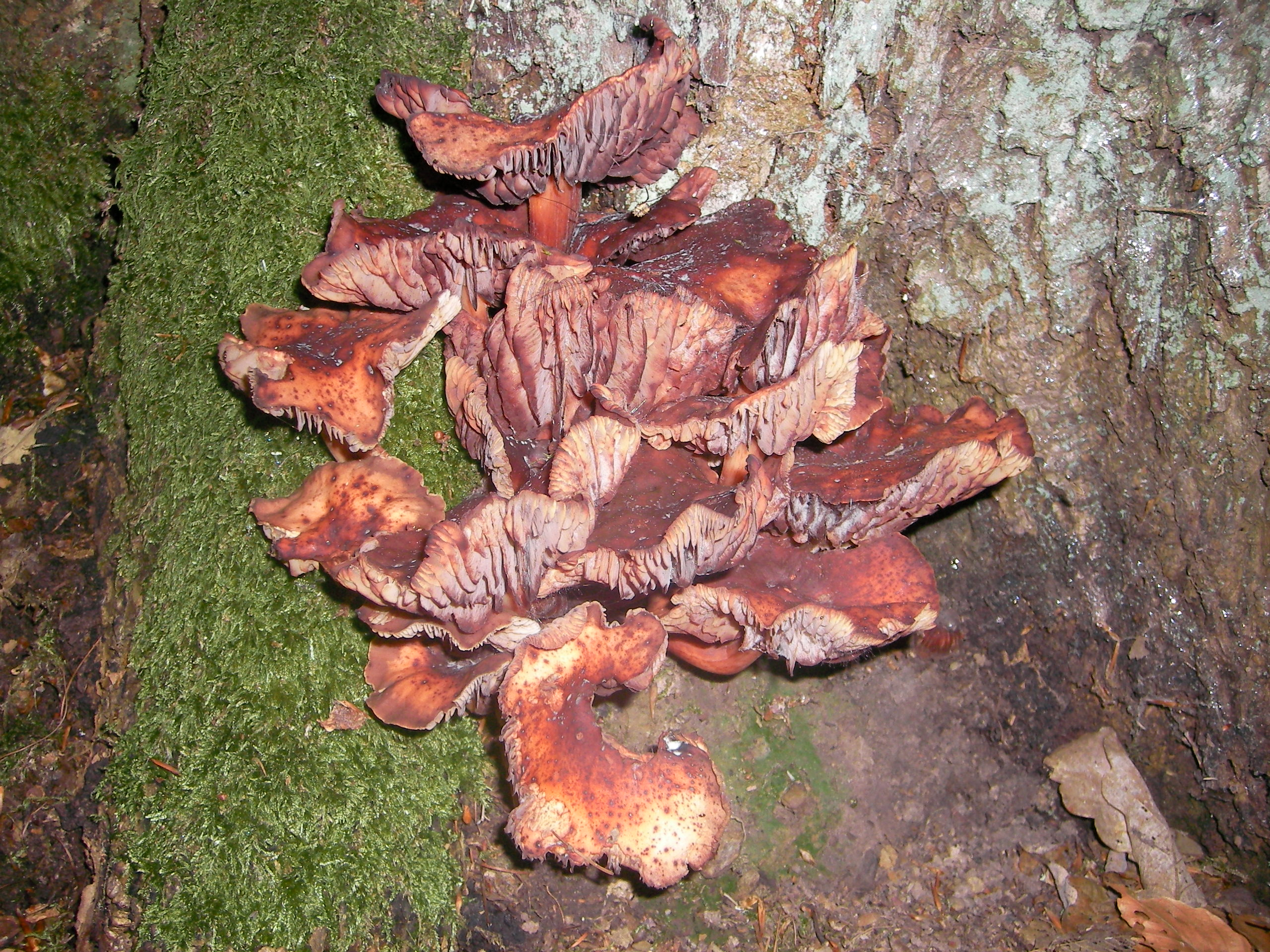
Elöregedett példányok